# Amelora crenulata
Amelora crenulata là một loài bướm đêm trong họ Geometridae.